# 갈리아어
갈리아어 또는 골어(영어: Gaulish)는 로마 제국이 오늘날의 프랑스 지방에 해당하는 갈리아 지방에 세력을 미치기 전에 이 지역에서 사용되었던 켈트어파의 한 언어를 말한다. 돌이나 도자기, 화폐, 금속류 등에 새겨진 수백 여개의 글귀를 통해서만 알려져 있다. 현재까지 760점 이상의 기록이 발견되었으며, 오늘날 아키텐을 제외한 프랑스 전역과 스위스, 이탈리아 북부, 벨기에, 독일과 네덜란드 일부 지역에 걸친 갈리아 지방 전역에서 이 언어의 흔적을 찾을 수 있다. (Meid 1994)
현대 프랑스어에도 갈리아어 유래의 어휘가 150~180개가량 남아있으며, 대부분 목가적·일상적으로 사용되는 어휘들이다.

## 같이 보기
- 프랑스의 언어